# Урус-хан
Урус (Орис)-хан або Мухаммед-Урус (*д/н — 1377) —хан Синьої Орди в 1361—1377 роках, хан Білої Орди у 1369—1377 роках, хан Золотої Орди у 1372—1374, 1375 роках. Від нього ведуть рід засновники Казахського ханства.

## Походження імені
Цікавим і відкритим є питання про етимологію імені даного правителя. Адже у тюркських мовах Урус означає Рус (Русь, Руський), тобто одне з тлумачень імені Урус-Хан буде Хан Русів, Руський Цар або Владика Русі. Можливо так його назвали батьки, або це ім'я дав йому літописець.

## Життєпис
Походив з династії Чингізидів, належав до лінії Джучі.за різними відомостями був сином бадіка або Чімтая, відповідно належав до нащадків синів Джучі: Тог-Тимура або Орду-Ічена. У 1361 році після смерті хана Чімтая стає новим правителем Синьої Орди. Доволі швидко зумів приборкати місцеву знать, посилити державу та відновити військову потугу.
У 1368 році рушив проти Білої Орди (так зване Сигнацьке ханство), яке перебував у розкладі внаслідок загальної кризи Золотої Орди. До 1369 року приборкує внутрішню опозицію і починає курс на підпорядкування усієї Золотої Орди. Попеедньо здійснив похід до Надволжя.
У 1372 році за підтримки частини емірів, невдоволених темніком Мамаєм та його ставленником ханом Мухаммед-Булаком, вдирається до власне Золотої Орди, захоплює Новий Сарай, змусивши мухаммед-Булака тікати до Криму. На деякий час він об'єднав майже усю Золоту Орду, окрім Дону, Криму та Подніпров'я. Але лише у 1374 році вдалося підкорити Хаджи-Таркан та гирло Волги. Урус-хан змусив скоритися камських булгар, відновивши північні кордони держави часів розквіту.
Втім у 1374 році проти Урус-хана виступило декілька суперників: Черкес-хан на півдні, Мамай — з Дону, Туй-Ходжа-оглан в Мангишлаці. Останнє повстання було найнебезпечнішим, оскільки загрожувало тилам Урус-хана, що спирався на Сигнацьку область. Тому того ж року він залишив Новий Сарай, який захопив Черкес-хан. Урус-хану доволі швидко вдалося придушити повстання Туй-Ходжи, змусивши його сина Тохтамиша тікати до Тамерлана. Завдяки цьому до кінця правління зміцнює владу у Білій Орді.
Наприкінці 1374 Урус знову рушає на підкорення Золотої Орди. У Білій Орді він залишає намісником свого старшого сина — Кутлуг-Бугу. Сам же збирає війська і захоплює Заяїцький Юрт, центром якого є місто Сарайчик, поваливши правителя Алібека. Дізнавшись про це, хан Черкес-хан залишає Сарай і перебирається до свого улусного володіння — Хаджи-Тархан, де чинить опір Урус-хана до 1375 року. Але в 1375 хан Урус бере місто і вбиває Черкес-хана.
Водночас Новий Сарай захоплює Каганбек. Але вже через кілька місяців Сарай захоплює Урус-хан. Втім, у зв'язку з нападами Тохтамиша на Білу Орду, Урус-хан залишає Наволжя, залишивши за собою лише Хаджи-тархан і Сарайчик. А Сарай займають війська Мамая і утримують місто до 1376 року, коли Сарай знову захопив Каганбек.
У 1377 році готувався до війни з Тамерланом. Проте той відправив проти Урус-хана військо на чолі із Тохтамишем. За одними відомостями, у битві в місцевості Каштим Урус-хан зазнав поразки та загинув. За іншими — Урус-хан застудився й невдовзі помер у Сигнаку.
У Білій Орді владу перебрав його син Токтактія.